# Ньюспейпер-Рок

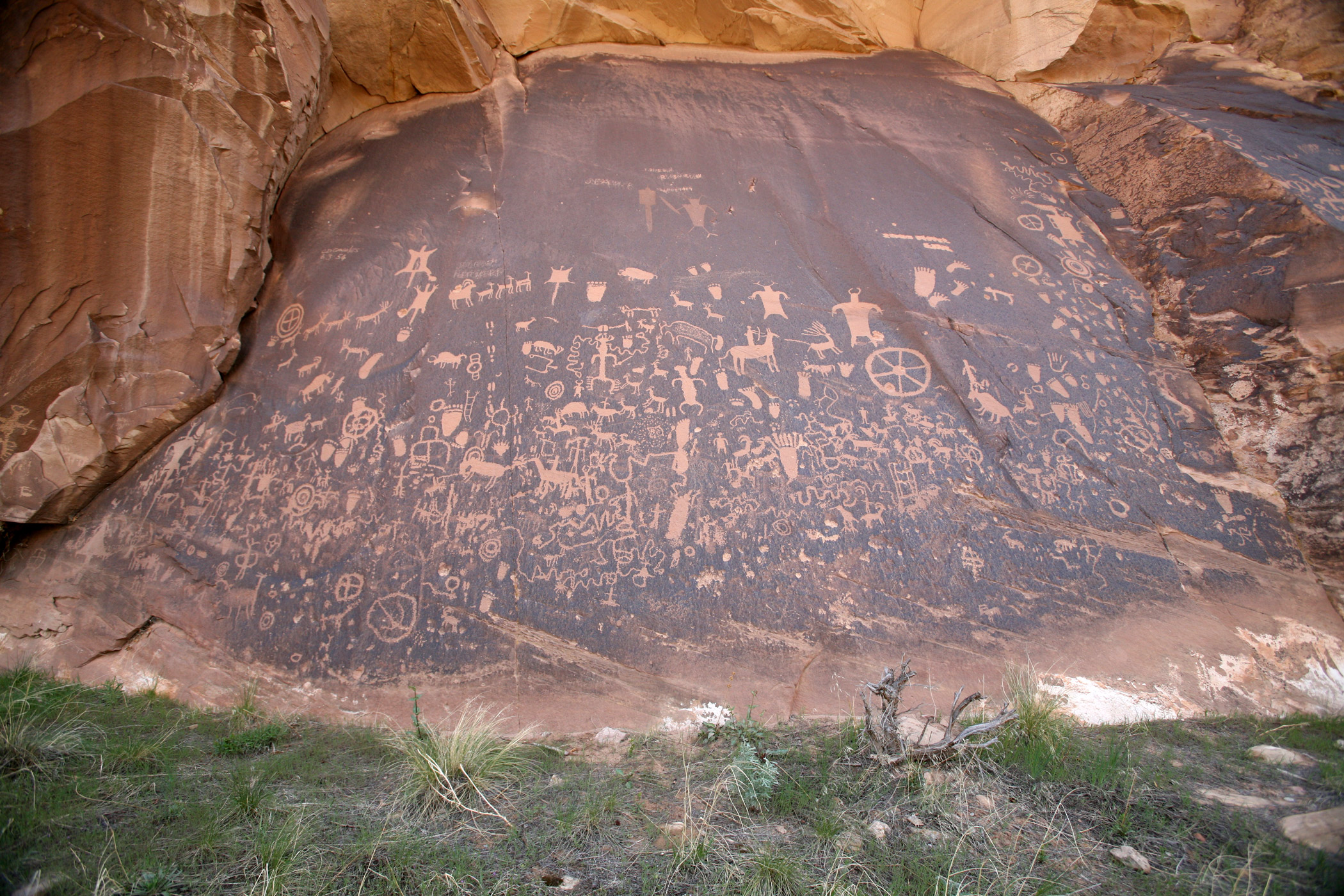
Петроглифы на территории Государственного памятника Ньюспейпер-Рок, южная Юта, США

Государственный исторический памятник Ньюспейпер-Рок, буквально «Газетный камень», англ. Newspaper Rock State Historic Monument расположен примерно в 40 км к северо-западу от города Монтиселло и к западу от г. Моаб (Moab) в юго-восточной части штата Юта на западе США. Достопримечательностью памятника является плоский скалистый утёс, где обнаружена крупная коллекция петроглифов.
Петроглифы вырезались индейцами как в доисторический период, так и после контакта с европейцами (о последнем можно судить, например, по тому факту, что некоторые знаки изображают всадников). Хотя точная датировка памятника вызывает затруднения, можно установить относительную датировку по патине. Причина столь высокой концентрации петроглифов на небольшой площади остаётся неясной.